# V1500 Cygni
V1500 Cygni sau  Nova Cygni 1975 a explodat în constelația Cygnus în 1975 cu magnitudine  2.0.

## Coordonate delimitative
Ascensie dreaptă: 21h11m36.6s
Declinație: +48°09'02.1"